# Internazionali d'Italia 2005 - Qualificazioni doppio femminile
Le qualificazioni del doppio femminile degli Internazionali d'Italia 2005 sono state un torneo di tennis preliminare per accedere alla fase finale della manifestazione. I vincitori dell'ultimo turno sono entrati di diritto nel tabellone principale. In caso di ritiro di uno o più giocatori aventi diritto a questi sono subentrati i lucky loser, ossia i giocatori che hanno perso nell'ultimo turno ma che avevano una classifica più alta rispetto agli altri partecipanti che avevano comunque perso nel turno finale.
Le qualificazioni del doppio del torneo Internazionali d'Italia 2005 prevedevano 4 coppie partecipanti di cui una è entrata nel tabellone principale.

## Teste di serie
1. Al'ona Bondarenko /  Juliana Fedak (primo turno)

1. Giulia Casoni /  Ľubomíra Kurhajcová (primo turno)

## Tabellone

### Legenda
| - Q = Qualificato - WC = Wild card - LL = Lucky loser | - ALT = Alternate - SE = Special Exempt - PR = Protected Ranking | - w/o = Walkover - r = Ritirato - d = Squalificato |

|  | Primo turno | Primo turno                       | Primo turno                       | Primo turno                     | Primo turno |  |  | Ultimo turno                     | Ultimo turno                     | Ultimo turno | Ultimo turno | Ultimo turno |  |
|  |             |                                   |                                   |                                 |             |  |  |                                  |                                  |              |              |              |  |
|  |             | Sara Errani Giulia Gabba          | Sara Errani Giulia Gabba          | Sara Errani Giulia Gabba        | 8           |  |  |                                  |                                  |              |              |              |  |
|  | 1           | Al'ona Bondarenko Juliana Fedak   | Al'ona Bondarenko Juliana Fedak   | Al'ona Bondarenko Juliana Fedak | 5           |  |  | Sara Errani Giulia Gabba         | Sara Errani Giulia Gabba         | 4            | 6            | 7            |  |
|  |             | Eugenia Linetskaya Shikha Uberoi  | Eugenia Linetskaya Shikha Uberoi  | 8                               | 0           |  |  | Eugenia Linetskaya Shikha Uberoi | Eugenia Linetskaya Shikha Uberoi | 6            | 2            | 6(0)         |  |
|  | 2           | Giulia Casoni Ľubomíra Kurhajcová | Giulia Casoni Ľubomíra Kurhajcová | 6                               | 0           |  |  |                                  |                                  |              |              |              |  |